# 텐토우무Chu!
텐토우무Chu!(てんとうむChu!)는 일본의 아이돌 그룹 AKB48, SKE48, NMB48, HKT48 그룹의 멤버가 결성한 아이돌 유닛이다.

## 구성원

### 전 구성원
- 니시노 미키 (AKB48 팀4)
- 코지마 마코 (AKB48 팀K) - 전 초대 리더
- 키타가와 료하 (SKE48 팀S 리더)
- 토모나가 미오 (HKT48 팀KIV)
- 타시마 메루 (HKT48 팀H)
- 오카다 나나 (AKB48 팀A) - 전 2대 리더
- 시부야 나기사 (NMB48)

## 수록 음반
1. 그대만을 Chu!Chu!Chu! (君だけにChu!Chu!Chu!)
  - AKB48 33rd 싱글 「하트 에레키(ハート・エレキ)」에 수록.
2. 골라서 레인보우 (選んでレインボー)
  - AKB48 34th 싱글 「스즈카케노키노미치데「키미노호호에미오유메니미루」토잇테시맛타라보쿠타치노칸케이와도카왓테시마우노카, 보쿠나리니난니치카칸가에타우에데노야야키하즈카시이케쓰론노요나모노(鈴懸の木の道で「君の微笑みを夢に見る」と言ってしまったら僕たちの関係はどう変わってしまうのか、僕なりに何日か考えた上でのやや気恥ずかしい結論のようなもの)」에 수록.
3. 스마일 행방불명 (スマイル神隠し)
  - AKB48 3rd 앨범 「쓰기노아시아토(次の足跡)」에 수록.
4. 첫사랑의 수술꽃 (初恋のおしべ) - 텐토우무Chu! & 카부토무Chu!
  - AKB48 39th 싱글 「Green Flash」에 수록.
5. “남자”는 연구 대상 (“ダンシ”は研究対象)
  - AKB48 40th 싱글 「보쿠타치와타타카와나이(僕たちは戦わない)」에 수록.

## 출연
- 여자고 경찰 (2013년 10월 27일 ~ 2014년 3월 16일, 후지 TV)
- 텐토우무Chu! 세계를 무츄로 만듭니다 선언! (2014년 4월 14일 ~ 7월 7일, 닛폰 TV)